# Beverstedt
Beverstedt er en kommune i Landkreis Cuxhaven i den tyske delstat Niedersachsen. Den ligger omkring 20 km sydøst for Bremerhaven, og 40 km nord for Bremen.
Beverstedt hørte under Ærkebispedømmet Bremen som ved Freden i Westfalen i 1648 blev det svenske hertugdømme Bremen-Verden og fra 1715 kom under den Hanoveranske krone. I 1823 blev hertugdømmet nedlagt og området blev en del af Regierungsbezirk Stade.
Beverstedt var frem til 2011 hjemsted for en Samtgemeinde.